# رهام راضي
رهام راضي (من مواليد عام 1985)  كاتبة مصرية. درست رهام في جامعة عين شمس حتى عام 2007 حينما تخرَّجت منها وانتقلت لعالَم الكتابة والنشر والتأليف فأصدرت أول أعمالها عام 2014 وهي رواية بعنوان «مرآة فريدة» تتحدثُ عن الصحفيّة بينار العوّادي التي كانت تعيشُ حياة عاديّة أو حتى مملّة إلى أن وجدت نفسها بسبب تحقيق صحفيّ تعيشُ حياة مثيرة جدًا. ثاني أعمال الكاتبة المصريّة كانت رواية «سُمعة شريفة» التي صدرت عام 2017، وثالث أعمالها  رواية «حكمة بكر» التي صدرت عام 2020. أما العمل الرابع فهو رواية «ما لم تخبرنا به آمنة» والذي تم إصداره عام ٢٠٢٤.

## الحياة المُبكّرة والتعليم
وُلدت رهام راضي عام 1985 في المملكة العربية السعودية بجدة. عاشت بها معظم سنوات طفولتها. تخرَّجت من كلية الأداب قسم علوم الاتصال والإعلام في جامعة عين شمس عام 2007. توجَّهت للعمل في سنّ مبكّرة كمطورة أعمال قبل أن تُركّز لاحقًا على الكتابة والنشر والتأليف. وحصلت على ماجستير علم النفس والأعصاب من جامعة كينجز كولدج لندن عام ٢٠٢٤

## المسيرة المهنيّة
نشرت رهام راضي أول أعمالها في عام 2014، والحديث هنا عن رواية «مرآة فريدة»، وهي الرواية الأكثر شهرة للكاتبة حتى وقتٍ ما. تناولت رهام في هذه الرواية قصّة بطلتها بينار العوّادي وهي صحفية شابة تعيشُ وحدها حياة بلا هدف بعد وفاة والدتها، ويختلفُ كل شيء حينما يطلب منها رئيس التحرير تحقيقًا جادًا فتقبل التحدي لتفاجأ بأنها اقحمت نفسها في عالم شائك. يقودها التحقيق لطرق العالم السفلي للعشوائيات والتوغل في جذوره المظلمة. هي رحلةٌ إلى عالم داكن – كما تصفها ريهام في صفحات الكتاب – عالمٌ لا ألوان فيه بل هو عالمٌ لم تكن تعرف عنه شيئًا. تتوالى المفاجأت القدرية التي تكشفُ للصحفيّة – بطلة الرواية – أسرارًا عديدة تُوصلها إلى هزات نفسية عنيفة لتختلف بعدها حياتها إلى الأبد.
بعد ثلاث سنوات، وتحديدًا في عام 2017 نشرت رهام ثاني أعمالها وهي روايةٌ صدرت تحت عنوان «سمعة شريفة». تتناولُ الرواية حياة آدم التي تتغيّر بين ليلة وضحاها إلى مغامرة غريبة. حلمٌ يراوده، وعندما يحاول تحقيقه تنقلب حياته رأسًا على عقب، ليُصبح كل من حوله أبطالًا في هذه الحياة، بكل التناقضات داخلهم. تُشبه هذه الرواية سابقتها من حيثُ الحديث عن موضوع التعلّق بالماضي الذي لن يعود، رغم الاشتياق للغد المجهول، الذي لا يعرف عنه أحدٌ شيئًا، والضحكات الصاخبة، التي تحمل بين طياتها صراخًا مكتومًا. يتحول حلم آدم بعدها إلى واقع مفجع، فيصير لكل شيء وجهان: واحد يظهر أمام الجميع وآخر خفي غامض. قدَّمت رهام راضي ملخصًا لعملها هذا بالقول أنّ سيُدرك أن الحياة أيضًا كالبشر، لها وجهٌ تحسبه مبتسمًا، وآخر ستكتشف كم هو مخيف.
لرهام راضي عمل كتابي ثالث منشور ومشهور وهو رواية صدرت تحتَ عنوان «حكمة بكر». تناولت ريهام في هذه الرواية قصّة حِكم صعيدية الأصل التي عاشت لسنوات طويلة من حياتها وهي مُكبلة بأصفاد وهمية، تسيرُ في طريقٍ طويلًا لا عودة منه، إلى أن يصفعها القدر في منتصف طريقها بصدمة عنيفة لم تحسب لها حسابًا، فيهتز كيانها وتصطدم بعدها بالواقع لتُفاجأ بحقائقه القاسية، ولا يصبح أمامها سوى أن تواجه مصيرها المجهول كما ذكرت راضي في صفحات الكتاب. اعتُبرت هذه الرواية من قِبل الكثير من النقادرواية اجتماعية ممتعة بل إنّ بعضهم أشاد بها مؤكّدًا أنها – أي الرواية – ستخطفُ أحداثها القارئ حتى يظنَّ في لحظة ما، أن أبطالها ينظرون للقارئ، ما يُجبره على الخوض في أعماقهم بلا إرادة منه، بل يُجبره على خوض معاركهم في الحياة حتى النهاية.
في عام ٢٠٢٤ نشرت رهام راضي روايتها الرابعة "ما لم تخبرنا به آمنة" وهي رواية اجتماعية سياسية تناولت فترة شائكة في تاريخ مصر منذ عام ١٩٤٤ وحتى ١٩٦٧.

## قائمة أعمالها
هذه قائمةٌ بأبرز أعمال الكاتبة والمؤلِّفة المصريّة رهام راضي:
- مرآة فريدة (رواية صدرت عام 2014)[15][16]
- سُمعة شريفة (رواية صدرت عام 2017)[17][18]
- حكمة بكر (رواية صدرت عام 2020)[19][20]
- ما لم تخبرنا به آمنة (رواية صدرت عام 2024)[5]